# Reichenow-Amarant
Der Reichenow-Amarant (Lagonosticta umbrinodorsalis) ist eine afrikanische Art aus der Familie der Prachtfinken. Es werden keine Unterarten für diese Arten unterschieden. Er weist Ähnlichkeiten mit dem erst 1998 beschriebenen Felsenamarant auf, hat aber eine braunere Rückenfarbe als diese.

## Beschreibung
Der Reichenow-Amarant erreicht eine Körperlänge von zehn bis elf Zentimeter. Das Männchen hat einen braungrauen Scheitel und Nacken. Der Rücken und die oberen Flügeldecken sind braunrot. Der Rumpf und die Oberschwanzdecken sind rot. Die Schwanzfedern sind rot gesäumt. Die Wangen, Kopfseiten und die Brust sind dunkelrot, die Unterschwanzdecken und die untere Bauchmitte ist schwarz. Der Schnabel ist schiefergrau. Die Weibchen ähneln den Männchen, sie sind insgesamt aber blasser und haben graue Unterschwanzdecken.

## Verbreitung und Lebensweise
Das Verbreitungsgebiet des Reichenow-Amarants ist der Norden Kameruns und die Grenzregion zwischen dem Süden des Tschad und der Zentralafrikanischen Republik. Der Lebensraum ist offenes, felsiges Gelände mit Grasflecken, Büschen und einzelnen Baumgruppen. Typische Pflanzen seines Lebensraumes sind Detarium, Sternbüsche, Terminalia, Annona, Pterocarpus und Ficus. Charakteristisch für seinen Lebensraum sind außerdem ein deutlicher Unterschied zwischen den Jahreszeiten. Die Nahrung besteht aus kleinen Grassamen. Über sein sonstiges Verhalten liegen keine Erkenntnisse vor.

## Belege

### Einzelbelege
1. ↑   Nicolai et al., S. 162